# 함성호
함성호(1963년~)는 대한민국의 시인이다. 강원도 속초에서 태어나, 강원대학교 건축학과를 졸업했다.

## 약력
1990년 《문학과사회》 여름호에 〈비와 바람 속에서〉 외 3편을 발표하면서 등단했다. 1991년에는 건축 전문지 《공간》 건축 평론 신인상에 당선되어 건축평론가로도 활동하고 있다. 《문학 판》 편집위원과 문화웹진 《PENCIL》 편집위원을 역임했다. 2001년 제2회 「현대시작품상」을 수상했다. '21세기 전망' 동인이며, 현재 건축설계사무소를 운영하고 있다.

## 저서

### 시집
- 《56억 7천만 년의 고독》(문학과지성사, 1992)
- 《聖 타즈마할》(문학과지성사, 1998)
- 《너무 아름다운 병》(문학과지성사, 2001)
- 《키르티무카》(문학과지성사, 2011)

### 산문집
- 《허무의 기록》(문학동네, 1998)
- 《만화당 인생》(마음산책, 2002)
- 《건축의 스트레스》(문학과지성사, 2004)
- 《당신을 위해 지은 집》(마음의숲, 2011)
- 《철학으로 읽는 옛 집》(열림원, 2012)
- 《반하는 건축》(문예중앙, 2012)
- 《아무것도 하지 않는 즐거움》(보라빛소, 2013)